# Hydraecia trilinea
Hydraecia trilinea là một loài bướm đêm trong họ Noctuidae.